# バス＝ブルターニュ

バス＝ブルターニュの位置

バス＝ブルターニュ （Basse-Bretagne、ブルトン語:Breizh Izel）は、ブルターニュ半島の西部の一部の古い名称。プロエルメルから西を指し、伝統的にブルトン語が話され、言葉と直結した文化が最も豊かな地域である。ロマンス諸語が優勢なブルターニュ東部の旧称オート＝ブルターニュ（Haute-Bretagne）の反対語にあたる。現在のブルターニュでは、バス＝ブルターニュはフィニステール県全体、コート＝ダルモール県とモルビアン県の大半を含むとみなされている。 

## 歴史

### 名称
その他のフランスの地域圏は、下を意味するバス（Basse）、上を意味するオート（Haute）とに分けられる。例えばバス＝ロレーヌ、バス＝ポワトゥー、バス＝ノルマンディーなどがある。上、下の区別は、どちらが首都に近いか否かで決まる。ブルターニュの場合、ナントとレンヌはどちらも首都とみなされた。フランス語でのバスは時には否定的な暗示が含まれ、しばしば劣ったという意味が伴う。
バス＝ブルターニュをブルトン語で表すとブレイス・イゼル（"Breizh Izel"）となる。この言葉が19世紀、20世紀のブルトン語の歌に数え切れないほど登場した。これは、ブルトン語のIzelには否定的な暗示が含まれないから用いられたとされている。

### バス＝ブルターニュとオート＝ブルターニュの境
言語学的な領域を基本とすると、境は非常に大ざっぱに行政上の境界と一致する。これは14世紀に既に確立されており、ブルトン語の押し戻しと連携して以後わずかにしか変わらなかった。
1588年、歴史家ベルトラン・ダルジャントレは、境界がビニックの郊外から南進して、オート＝ブルターニュのルデアック、ジョスラン、マレストロワを残し、ゲランドへ走っていると定義した。1886年、ポール・セビヨは辺境をブルトン語領域へ動かし、プルアからバズ＝シュル＝メールへ走るラインとした。17世紀のブルターニュ地図では、セビヨのラインが採用されていた。

## 関連書籍
- 『フランス民話集I』（セビヨ、オラン、リュゼル編、金光仁三郎＋山辺雅彦＋福井千春＋渡邉浩司訳）、中央大学出版部、2012年。